# توماس جاشکی
توماس جاشکی (انگلیسی: Thomas Jaeschke؛ زادهٔ ۴ سپتامبر ۱۹۹۳) بازیکن والیبال اهل ایالات متحده آمریکا است.
از باشگاه‌هایی که در آن بازی کرده‌است می‌توان به باشگاه والیبال آسیکو رسوویا ژشوف اشاره کرد.
وی همچنین در تیم ملی والیبال مردان ایالات متحده آمریکا بازی کرده است.